# Tanjungrasa Kidul
Tanjungrasa Kidul is een bestuurslaag in het regentschap Subang van de provincie West-Java, Indonesië. Tanjungrasa Kidul telt 5100 inwoners (volkstelling 2010).